# Fibroma
Il termine fibroma, in medicina, indica una varietà di tumori benigni, ognuno con le sue specificità, che colpiscono un tessuto connettivo fibroso.

## Eziologia
Dubbi sono i fattori alla base della loro comparsa; un ruolo fondamentale giocherebbe la predisposizione genetica, ma anche alcuni fattori come sforzo fisico ed alta temperatura climatica.

## Caratteristiche
Un fibroma si può presentare in conformazione nodulare o poliposa. Un fibroma può colpire praticamente qualsiasi organo, la crescita è di norma lenta e il rischio di evoluzione in forme maligne è solitamente basso. Non sono contagiosi.
In realtà le caratteristiche dei fibromi così come la loro pericolosità variano notevolmente a seconda della sede e del tessuto di origine, che influisce sulla composizione della neoplasia e sulla sua attività. La nozione generale di fibroma è di conseguenza troppo generale e scientificamente poco utile. Per questo motivo a seconda del tessuto connettivo colpito e quindi delle sue peculiarità istologiche la neoplasia assume denominazioni diverse. Si distinguono fibromi molli e fibromi duri: i primi presentano cellule numerose, con scarse atipie; nei secondi la componente cellulare è ridotta e prevalgono le fibre. I vasi sono per lo più compressi dalla massa proliferante e l'ischemia prodotta è probabilmente responsabile di una parte delle lesioni di natura regressiva, presenti specialmente nei fibromi duri; nei fibromi molli, la compressione sui vasi è minore.

## Tipologie

### Fibroma condromixoide
Un fibroma a formazione ossea.

### Fibroma uterino
Nella cultura generale non medica viene spesso usato il termine fibroma uterino. In realtà tale tumore benigno appartiene al gruppo dei leiomiomi per cui la dizione esatta è fibromioma uterino.

### Fibroma pendulo (acrocordo[1])
Fibroma cutaneo innocuo, indolore, di dimensioni minute e costanti, con superficie liscia o irregolare, che si riscontra soprattutto nelle pieghe della pelle (palpebre, collo, ascella, inguine).

## Terapia
Vengono trattati, quando non molto importanti, con la crioterapia. Se invece hanno dimensioni rilevanti è necessaria l'asportazione chirurgica. Tale rimozione però è richiesta talvolta anche solo per poterne accertare la natura benigna con sicurezza o nei casi in cui l'azione compressiva o deformante della massa rappresenta comunque un rischio rilevante.